# Altino do Tojal
Altino do Tojal (Braga, 26 de julho de 1939 – Brunhais, Póvoa de Lanhoso, 15 de julho de 2018) foi um jornalista e escritor português. Escreveu o livro  Os Putos, que já passou as 30 edições e que foi adaptado ao teatro, à televisão, à rádio e à banda desenhada. Também usou o nome Altino M. do Tojal.

## Biografia
Foi criado por uma tia, professora primária, que o ensinou a ler aos cinco anos. Acabou por ficar só bastante novo.
Trabalhou algum tempo como funcionário na Biblioteca de Braga. Em 1964 é editado o livro "Sardinhas e Lua". Trabalha durante sete anos como jornalista na redação do Porto do Jornal de Notícias. É despedido em Maio de 1973 após a  edição pela Prelo Editora do livro "Os Putos" que englobava "Sardinhas e Lua" e mais alguns contos sendo que alguns desagradaram aos donos do jornal. Em 1974 lança o livro "A Homenagem". A Seara Nova lança em 1975 a 2ª edição de "Os Putos".
Muda-se para Lisboa onde trabalha no jornal "O Século" onde trabalhará até ao encerramento do mesmo. A RTP realiza em 1978 o telefilme "Os Putos" com Virgílio Castelo, Lídia Franco, Carlos Macedo, Carlos Pimenta e Laura Soveral.
O romance "O Oráculo de Jamais" foi editado em 1979 pela Circulo de Leitores que também lança "Os Putos". É o autor da tradução para português do livro "Romance de um rapaz pobre" de Octave Feuillet. A 10º edição de "Os Putos" é publicada pela Livraria Bertrand.
"Orvalho do Oriente" é editado em 1981. Seguem-se "Os Novos Putos" (colecção de autores portugueses das Publicações Dom Quixote, 1982). A Dom Quixote lança em 1983 o livro 
"Viagem a Ver o Que Dá" tem como ponto de partida uma tentativa de suicídio e onde se conta as aventuras de Hipólito e do senhor Mirales por Portugal acima, num ronceiro calhambeque. 
"Os Novíssimos Putos" é editado em (1984). "Histórias de Macau", que inclui o anterior "Orvalho do Oriente" (1981), é produto de uma digressão do autor pelo Oriente. 
A Europress lança em 1989 uma edição comemorativa do 25º aniversário. "Ruínas e Gente" (1991) resulta de uma viagem pelas antigas culturas mediterrânicas, nomeadamente a Grega e a Egipcia. A 20ª edição de "Os Putos" é lançada em 1991 pela Novosmeios. A mesma editora lança aa obras completas do autor com a 5ª edição de "O Oráculo de Jamais" e as 2ª edições de "Orvalho do Oriente", "Viagem A Ver O Que Dá", Histórias de Macau", ""Ruínas E Gente" e "Bodas de cem mil bárbaros". Há igualmente uma edição do Circulo de Leitores comemorativa do 30º aniversário (1964-1994) de "Os Putos ".
A INCM - Imprensa Nacional-Casa da Moeda reedita entretanto a obra do autor. "Noite de Consoada e Outros Natais" é lançado em 2011.
Morreu a 15 de julho de 2018, em Brunhais, no concelho da Póvoa de Lanhoso.

## Obras
- Sardinhas e Lua (Editora PAX/Edições Itau, 1964)
- Os Putos (Prelo Editora, 1973)
- A Homenagem (Prelo, 1974)
- A Colina dos Espantalhos Sonhadores (Romance, Prelo, 1975)
- Os Putos (Circulo de Leitores, 1977) R
- Bodas de Cem Mil Bárbaros (parábola, Bertrand, 1978)
- Os Putos (Contos, Bertrand, 1979) R 10ª ed. ampliada
- O Oráculo de Jamais (Romance, Circulo de Leitores, 1979)
- Orvalho do Oriente (Romance, Sá da Costa, 1981)
- Os Novos Putos (Dom Quixote, 1982)
- Viagem a Ver o Que Dá (Romance, Dom Quixote, 1983)
- Oráculo de Jamais (Romance, Portugalmundo, 1983) - il. José Garcês R 4ª ed.
- Os Novíssimos Putos (Guimarães Editores, 1984)
- Histórias de Macau (Contos, Edições Rolim, 1987)
- Os Putos - Edição Especial (Europress, 1989) R
- Os Putos (Europress, 1989) R
- Histórias de Macau (Contos, Campo Das Letras, 1998) R 3ª ed.
- Ruínas e Gente (Romance, INCM, 1991)
- Altino do Tojal : obras completas (Novomeios, 1991)
- Os Putos: edição comemorativa do 30º aniversário 1964-1994 (Círculo de Leitores, 1995).
- Os Putos 1º Volume (Seleprinter, 1996) R 25ª ed.
- Viagem a Ver o Que Dá (Romance, Seleprinter, 1996) R 3ª ed.
- Os mais belos contos de "Os Putos" - il. de António Carmo (Campo das Letras, 2000)
- Braga Crescera Muito (Fundação cult. Barcara Augusta, 2000)
- Os Melhores Contos de Os Putos (Contos, Ave Rara, 2001)
- Os Putos: Contos da luz e das Sombras (INCM, 2001) R 28ª ed. revista e aumentada
- Viagem a Ver o Que Dá (INCM, 2005) R 5ª edição Revista
- O Oráculo de Jamais (INCM, 2006) R 6ª ed.
- Ruínas e Gente (INCM, 2007) R 3ª edição
- Jogos de Luz e Outros Natais (INCM, 2009)
- Histórias de Macau (Contos, INCM, 2010) R 4ª ed.
- Os Putos - Contos Escolhidos (Bonecos Rebeldes, 2009) R 30ª ed.
- Noite de Consoada e Outros Natais (INCM, 2011)